# Fast and Furious: Tokyo Drift
Pour les articles homonymes, voir The Fast and the Furious.
Série Fast and Furious
2 Fast 2 Furious
(2003) Los Bandoleros
(2009)
Pour plus de détails, voir Fiche technique et Distribution.
Fast and Furious: Tokyo Drift (The Fast and the Furious: Tokyo Drift), ou Rapides et dangereux : Tokyo Drift au Québec, est un film américano-germano-japonais réalisé par Justin Lin et sorti en 2006. Il s'agit du troisième long métrage de la série Fast and Furious. 
Le film suit Sean Boswell, un passionné de courses automobiles ayant eu plusieurs ennuis avec la police californienne. Pour éviter la prison, il doit se rendre chez son père, militaire basé à Tokyo. Sean se sent exclu des autres élèves jusqu’à ce qu'il rencontre Twinkie, un autre passionné de courses automobiles qui lui fait découvrir le drift, un sport issu du milieu automobile clandestin, où l'audace, l'élégance et la fluidité sont plus importants que la vitesse. Malheureusement, Sean va faire la rencontre de DK (« Drift King »), le tenant du titre, bien décidé à conserver son titre, quitte à utiliser des méthodes peu éthiques. Pour Sean, ce n'est dès lors plus un amusement, mais bel et bien une véritable course.
Le tournage principal a commencé en août 2005 et a duré jusqu'en novembre, avec des lieux de tournage comprenant Los Angeles et Tokyo, faisant de Tokyo Drift le premier film de la franchise à présenter un lieu de tournage international.

## Synopsis
À Oro Valley, en Arizona, le fauteur de troubles du lycée Sean Boswell défie son camarade de classe Clay dans une course illégale dans leur Chevrolet Monte Carlo de 1971 et leur Dodge Viper (ZB I) de 2003, lorsqu'ils finissent par s'écraser dans une zone de chantier en construction. Alors que la richesse familiale de Clay l'aide à échapper à la punition, à la demande de sa mère, Sean est envoyé à Tokyo pour vivre avec son père, lieutenant de la marine, pour éviter la prison, car il est un récidiviste. Une fois arrivé, Sean a du mal à s’intégrer aux coutumes et ne parle pas bien japonais jusqu’à ce qu’il rencontre et se lie d'amitié avec le Military brat,Twinkie, qui lui présente les courses en Drift. En le conduisant à une rencontre de voiture souterraine dans la Volkswagen Touran 2005 de Twinkie, Sean entre dans une confrontation avec Takashi, le "Roi du Drift", au sujet de la petite amie de Takashi, Neela (qui est aussi étrangère, comme Sean). Sean accepte de faire la course contre la Nissan 350Z de Takashi avec une Silvia S15 Spec-S qui lui a été prêtée par Han Lue, le coureur de la Drift à la retraite. Inexpérimenté dans le Drift, Sean détruit la Silvia et perd la course.
Pour rembourser sa dette, Sean accepte de travailler pour Han. Han commence à enseigner le Drift à Sean, qu'il considère comme la seule personne à résister à Takashi, qui est lié aux Yakuzas par l'intermédiaire de son oncle, Kamata. Sean finit par maîtriser l'art, s'entrainant dans une Mitsubishi Lancer Evolution de 2006, et gagne davantage de respect après avoir vaincu le lieutenant de Takashi, Morimoto. Han et Sean deviennent par la suite amis. Sean finit par demander à Neela de sortir avec lui ; Neela explique qu'après la mort de sa mère, elle a emménagé chez la grand-mère de Takashi. Un Takashi en colère agresse Sean le lendemain, lui ordonnant de rester à l'écart de Neela. Neela quitte Takashi et emménage avec Sean et Han.
Après que Kamata ait réprimandé Takashi de sa naïveté pour s’être fait escroquer par Han, Takashi se venge sur Han avec sa bande. Sean et Neela fuient après que Twinkie ait créé une diversion. Takashi et Morimoto poursuivent le trio, Morimoto a un accident, et Han gagne du temps pour que Sean et Neela puissent s'échapper. La poursuite se termine lorsque la Lancer Evo IX de Sean et Neela s'écrase, tandis que la Mazda RX-7 1994 de Han est percutée par une Mercedes-Benz Sonderklasse (Type 140) et explose ensuite. Takashi dégaine plus tard une arme sur Sean, mais son père intervient aussi avec une arme contre Takashi ; l'impasse se termine lorsque Neela accepte de partir avec Takashi. Sean et son père font amende honorable, tandis que Twinkie donne de l'argent à Sean pour indemniser Kamata pour les fonds volés. Sean remet l'argent à Kamata et défie Takashi dans une course de Drift, le perdant quittera Tokyo. Kamata accepte à condition qu'ils courent sur la descente du col de montagne que seul Takashi a descendu avec succès. L’équipe de Sean et Han restaure la  Ford Mustang de 1967 du père de Sean et l'adapte aux spécifications du Drift, en utilisant le moteur et d'autres composants de la Silvia détruite. 
Sur la montagne, Takashi mène d'abord, mais la pratique et l'entraînement de Sean lui permettent de rattraper son retard. Désespéré, Takashi percute Sean à plusieurs reprises. Takashi finit par manquer[pas clair], tombant alors de la falaise et s'écrasant alors que Sean franchit la ligne d'arrivée. Kamata honore sa parole, et Sean, surnommé le nouveau roi du Drift, reste à Tokyo. Neela, Twinkie et Sean, qui conduisent maintenant une Silvia S15 Spec R, s'amusent à une rencontre de voitures lorsque Dominic Toretto arrive dans un Plymouth Road Runner de 1970 pour défier Sean à une course. Sean accepte après que Dom lui ait dit qu’il considérait Han comme un membre de la famille.

## Fiche technique
- Titre original : The Fast and the Furious: Tokyo Drift
- Titre français : Fast and Furious: Tokyo Drift
- Titre québécois : Rapides et dangereux : Tokyo Drift
- Réalisateur : Justin Lin Hun
- Scénariste : Chris Morgan
- Musique : Brian Tyler
- Direction artistique : Tom Reta
- Décors : Ida Random
- Costumes : Sanja Milkovic Hays
- Photographie : Stephen F. Windon
- Son : Chris Carpenter, Andy Koyama
- Montage : Kelly Matsumoto, Dallas Puett et Fred Raskin
- Production : Neal H. Moritz
  - Production exécutive (Japon) : Kazutoshi Wadakura
  - Production déléguée : Lynwood Spinks, Clayton Townsend et Ryan Kavanaugh
  - Production associée (Japon) : Grace Morita et Chiaki Yamase
  - Coproduction : Amanda Lewis
- Sociétés de production[1] :
  - États-Unis : Original Film, avec la participation de Universal Pictures, en association avec Relativity Media
  - Allemagne : MP Munich Pape Filmproductions
- Sociétés de distribution : Universal Pictures (États-Unis), United International Pictures (Allemagne, France, Suisse romande)
- Budget : 85 millions de $[2]
- Pays de production :  États-Unis,  Allemagne,  Japon
- Langues originales : anglais, japonais et portugais
- Format[3] : couleur (Technicolor) - 35 mm - 2,39:1 (Cinémascope) - son DTS | Dolby Digital | DTS (DTS: X)
- Genre : action, policier, thriller
- Durée : 104 minutes
- Dates de sortie[4] :
  - États-Unis, Québec[5] : 16 juin 2006
  - Allemagne : 13 juillet 2006
  - France, Belgique et Suisse romande : 19 juillet 2006
  - Japon : 16 septembre 2006
- Classification[6] :
  - États-Unis : accord parental recommandé, film déconseillé aux moins de 13 ans (PG-13 - Parents Strongly Cautioned)[Note 2]
  - Allemagne : interdit aux moins de 12 ans (FSK 12)
  - France : tous publics avec avertissement[7]

## Distribution
- Lucas Black (VF : Fabien Jacquelin ; VQ : Hugolin Chevrette) : Sean Boswell
- Bow Wow (VF : Diouc Koma ; VQ : Gilbert Lachance) : Twinkie
- Nathalie Kelley (VF : Caroline Lallau ; VQ : Catherine Bonneau) : Neela
- Brian Tee (VF : Philippe Valmont ; VQ : Benoît Éthier) : Takashi « D.K. » Kamata
- Sung Kang (VF : Damien Ferrette ; VQ : Joël Legendre) : Han Lue
- Leonardo Nam (VQ : Patrice Dubois) : Morimoto
- Brian Goodman (VF : Patrice Zonta ; VQ : Denis Michaud) : le lieutenant Boswell
- Sonny Chiba (VF : José Luccioni ; VQ : Pierre Lebeau) : l'oncle Kamata
- Zachery Ty Bryan (VQ : Philippe Martin) : Clay
- Nikki Griffin (VQ : Bianca Gervais) : Cindy
- Jason Tobin : Earl
- Keiko Kitagawa : Reiko
- Lynda Boyd (VF : Maïk Darah) : Brenda Boswell
- Vincent Laresca : un travailleur social
- Vin Diesel (VF : Guillaume Orsat ; VQ : Jean-Marie Moncelet) : Dominic Toretto (caméo)

- Version française
  - Société de doublage : Synchro 7
  - Direction artistique : Jean-Louis Montagné
  - Adaptation des dialogues : Franck Hervé

Légende : Version Française = VF, ; Version Québécoise = VQ

## Bande originale
Bandes originales de Fast and Furious
2 Fast 2 Furious
(2003) Fast and Furious 4
(2009)
| No  | Titre                                   | Interprètes                  | Durée |
| --- | --------------------------------------- | ---------------------------- | ----- |
| 1.  | Tokyo Drift (Fast & Furious)            | Teriyaki Boyz                | 4:19  |
| 2.  | Six Days The Remix                      | DJ Shadow feat. Mos Def      | 3:54  |
| 3.  | The Barracuda                           | The 5.6.7.8's                | 2:34  |
| 4.  | Restless                                | Evil Nine                    | 4:56  |
| 5.  | Round Round                             | Far*East Movement            | 3:22  |
| 6.  | She Wants to Move                       | N.E.R.D                      | 3:32  |
| 7.  | Cho Large                               | Teriyaki Boyz feat. Pharrell | 5:17  |
| 8.  | Resound                                 | Dragon Ash                   | 4:47  |
| 9.  | Speed                                   | Atari Teenage Riot           | 2:49  |
| 10. | Bandoleros                              | Don Omar & Tego Calderón     | 5:07  |
| 11. | Conteo                                  | Don Omar                     | 3:16  |
| 12. | Mustang Nismo                           | Brian Tyler feat. Slash      | 2:30  |
| 13. | My Life Be Like [Ooh Ahh] (Titre bonus) | G.R.I.T.S. feat. TobyMac     | 3:53  |
| 14. | You'll Be Under My Wheels (Titre bonus) | The Prodigy                  | 3:56  |
| 15. | Hey Mami (Titre bonus)                  | FannyPack                    | 3:12  |

## Accueil

### Critiques
Fast and Furious: Tokyo Drift a obtenu un taux d'approbation de 38 % sur Rotten Tomatoes, d'après les critiques de 136 critiques ; la note moyenne est de 4,9⁄10. Le consensus du site se lit comme suit : « Des séquences de conduite époustouflantes associées à une histoire molle et à des performances à plat font de cette dérive un suivi décevant des précédents épisodes de Fast and Furious ». Les critiques du grand public, le film a reçu une note de 46⁄100 basée sur les critiques de 31 critiques signifiant "critiques mitigées ou moyennes".
L'accueil en France est également mitigé, le site AlloCiné lui attribuant une moyenne de 2.3⁄5.

### Box-office
Contrairement à ses prédécesseurs, le film a connu moins de succès.
| Pays ou région    | Box-office      | Date d'arrêt du box-office | Nombre de semaines |
| ----------------- | --------------- | -------------------------- | ------------------ |
| États-Unis Canada | 62 514 415 $    | 7 septembre 2006           | 12                 |
| France            | 828 310 entrées |                            |                    |
| Total mondial     | 158 468 292 $   | -                          | -                  |

## Distinctions
Entre 2006 et 2017, Fast and Furious: Tokyo Drift a été sélectionné 5 fois dans diverses catégories et a remporté 1 récompense.

### Récompenses
- MTV Movie & TV Awards 2017 : Prix de la génération MTV pour La franchise Fast and the Furious.

### Nominations
- Prix du jeune public 2006 :
  - Meilleur film d'été : drame / action-aventure,
  - Révélation masculine de l'année au cinéma pour Lucas Black.
- Taurus - Prix mondiaux des cascades 2007 :
  - Meilleure cascade automobile pour Rich Rutherford, Samuel Hubinette, Rhys Millen, Tanner Foust, Malosi Leonard et Matt Leonard[Note 3],
  - Meilleur coordinateur de cascade et / ou réalisateur de la 2e équipe pour Malosi Leonard et Terry Leonard.

## Commentaires

### La mort de Han
Bien qu'il semble mourir au cours de ce volet, Han Lue réapparaît dans les 4e, 5e et 6e volets de la saga. Les créateurs de la franchise, voulant à tout prix inclure le personnage dans les suites et ne préférant pas inclure des résurrections peu crédibles, ont changé la chronologie des films : Tokyo Drift s'est ainsi retrouvé situé entre le 6e et le 7e volets de la saga. La mort de Han a été reprise pour la scène d'après générique du 6e opus en dévoilant le vrai assassin. Il est de retour pour le 9e et le 10e films, sa mort ayant en fait été simulée.

### Les voitures utilisées
| Modèle                                                           | Couleur                                      | Année | Conduite par     | Anecdote |
| Mitsubishi Lancer Evolution VII                                  | Bleue et vinyle noir                         | 2002  | Ami de Neela     | S'entraîne au même moment où Neela montre à Sean qu'elle sait faire du deval drift. |
| Mitsubishi Lancer Evolution VII                                  | Jaune et vinyle bleu                         | 2002  | Ami de Neela     | S'entraîne au même moment où Neela montre à Sean qu'elle sait faire du deval drift. |
| Nissan 350Z                                                      | Verte Vinyle Falken                          | 2003  | ?                | S'entraîne au même moment où Neela montre à Sean qu'elle sait faire du deval drift. |
| Toyota Supra                                                     | Orange et noire                              | 1998  | ?                | S'entraîne au même moment où Neela montre à Sean qu'elle sait faire du deval drift. |
| Dodge Viper SRT10                                                | Rouge                                        | 2004  | Clay             | Inutilisable à la suite d'un tête à queue, la voiture terminant la course dans des tuyaux en béton.                                                                                               |
| Plymouth Road Runner "Hammer"                                    | Argentée                                     | 1970  | Dominic Toretto  | À la fin du film, elle affronte la Nissan Silvia S15 conduite par Sean Boswell. |
| Subaru Impreza WRX STI                                           |                                              | 2006  | Flatrun          | |
| Mazda RX-7 - Kit carrosserie Veilside fortune                    | Orange et bandes noires                      | 1994  | Han Lue          | Détruite à la suite d'une collision puis explosion du réservoir d'essence. |
| Nissan Skyline GT-R R32                                          | Noir                                         | 1989  | Han Lue          | Han la met en jeu contre la toyota corolla ae86 de D.K lors de la course de Sean contre Morimoto.                                                                                                 |
| Nissan 350Z - Kit carrosserie Top Secret                         | Dorée avec un dégradé brun                   | 2003  | Morimoto         | Hors d'usage à la suite d'un violent accident lors de la poursuite en centre ville. |
| Mazda RX-8                                                       | Bleue et noire                               | 2006  | Neela            | Neela montre à Sean qu'elle sait drifter en l'emmenant à un entrainement de deval drift. |
| Volkswagen Golf 5                                                | Grise                                        | 2006  | Reiko            | Visible lors d'une scène coupée et de la scène où Sean découvre le garage de Han et lui donne la Mitsubishi Lancer Evolution IX.                                                                  |
| Chevrolet Monte Carlo                                            | Beige et grise                               | 1971  | Sean Boswell     | Détruite au début du film à cause de plusieurs tonneaux à la suite d'une course contre Clay |
| Ford Mustang Fastback (moteur RB26 de la S15 de Han)             | Vert foncé et bandes blanches                | 1967  | Sean Boswell     | Violemment cabossée pendant une course de deval drift, elle aura résisté durant la course. |
| Mitsubishi Lancer Evolution IX - Kit carrosserie APR Performance | Rouge et vinyle noir/argenté APR Performance | 2006  | Sean Boswell     | Accidentée à la fin du film à cause d'une perte de contrôle de la voiture ce qui a provoqué une collision avec une autre voiture.                                                                 |
| Nissan Silvia S15 "Mona Lisa"                                    | Bleue et bandes orange                       | 2002  | Han/Sean Boswell | Han la prête à Sean lors de la course contre D.K dans le parking au début du film. Cabossée par Sean à la suite de cette course. Par la suite le moteur a servi à la mustang de la course finale. |
| Nissan Silvia S15                                                | Grise métallisée                             | 2000  | Sean Boswell     | Dans le caméo, elle affronte la Plymouth Road Runner de toretto. |
| Nissan 350Z - Kit carrosserie Veilside                           | Noire et grise métallisée                    | 2003  | Takashi Kamata   | Détruite à la fin du film à la suite de tonneaux dans le dernier ravin avant l'arrivée de la course de deval drift.                                                                               |
| Nissan 350Z                                                      | Bleue et argentée                            | 2003  | Tea Hair         | Bloquée sous le rideau métallique au garage de Han |
| Volkswagen Touran déco Hulk                                      | Verte                                        | 2006  | Twinkie          | Twinkie la prête à Sean pour se rendre à sa première course de drift. |
| Mercedes-Benz Classe S                                           | Noire                                        | 1997  | Uncle Kamata     | C'est la voiture qu'Oncle Kamata utilise pour se rendre chez Takashi. |
| Mercedes-Benz Classe S                                           | Grise                                        | 1997  | Deckard Shaw     | percute la RX7 de Han Lors de la scène où Han meurt à la fin du film et dans la scène après le générique du 6e volet où on voit Shaw.                                                             |